# Marie-Luise Schwarz-Schilling
Marie-Luise Schwarz-Schilling, geborene Jonen (* 26. April 1932 in Berlin; † 22. Oktober 2024 ebenda) war eine deutsche Unternehmerin und Autorin. Sie leitete – zum Teil gemeinsam mit ihrem Ehemann Christian Schwarz-Schilling – die Accumulatorenfabrik Sonnenschein. Außerdem wurde sie durch ihr Buch Die Ehe: Seitensprung der Geschichte (2004) bekannt.

## Leben
Aufgewachsen in Berlin, studierte Marie-Luise Jonen in Göttingen und Paris zunächst Archäologie, später Volkswirtschaft an der Universität München. 1957 legte sie das Examen zur Diplomvolkswirtin ab. Nach dem Tod ihres Vaters Clemens Jonen übernahm sie von diesem 1957 bis zum Verkauf 1992 gemeinsam mit ihrem Ehemann Christian Schwarz-Schilling die Geschäftsführung der mittelständischen Accumulatorenfabrik Sonnenschein mit etwa 1.000 Beschäftigten in Büdingen (Hessen) und Berlin – als eine der ersten Frauen Deutschlands in dieser Position. In der Geschäftsführung war sie vor allem verantwortlich für Finanzen, Einführung von Controlling, Markenführung, Auslandsexpansion und Personal.
In Hessen begann sie ab 1962 ihre ehrenamtliche politische Tätigkeit im kommunalen Bereich und wurde später Ratsfrau der Stadt Büdingen. Sie war einige Jahre Vorsitzende des „Ronneburger Kreises“, einer Vereinigung von Führungskräften in der Wirtschaft, die sich mit Aspekten der Motivation und mit Führungsmethoden auseinandersetzen, und zählte zum harten Kern der Habitués des jour fixe von Nicolaus Sombart. Im Sommer 2022 gründete Schwarz-Schilling im Alter von 90 Jahren mit dem Historiker Benedikt Goebel und dem Quartiersmanager David Kastner die „Stiftung Mitte Berlin“, die sich für Projekte zur Aufwertung der historischen Berliner Altstadt einsetzt.
Seit 1992 war Marie-Luise Schwarz-Schilling freiberuflich in Berlin und im Raum Frankfurt am Main tätig. Sie war verheiratet mit dem früheren Bundespostminister Christian Schwarz-Schilling, hatte zwei Töchter. Sie lebte in Berlin und Büdingen. Am 22. Oktober 2024 starb sie 92-jährig in ihrer Geburtsstadt.

## Autorentätigkeit
Schwarz-Schilling verfasste Bücher und Fachartikel, hielt ökonomische und soziologische Vorträge, als Gastrednerin auch an der TU Berlin und der Universität Potsdam. Ihre Themen kreisen um die wachsende Spannung zwischen Wettbewerb und Zufriedenheit in der Gesellschaft, vor allem aber um die Veränderung des Weiblichen und Männlichen in der Partnerschaft, von der romantischen Liebe bis zu den Fragen, warum die Zahl der Singles wächst und warum Männer noch seltener Kinder wollen als Frauen. Neben ihren Büchern hat sie Schriften und Artikel in den Bereichen Politik, Philosophie und Marktwirtschaft veröffentlicht.
In Kaufmann und Schamane (1984) schildert sie die Kaufleute als erste Bürger der Weltgeschichte und Schrittmacher der Freiheit des Einzelnen gegen den Widerstand der Schamanen.
In Die Ehe: Seitensprung der Geschichte (2004) geht es um die Frage, wann, wie und wo die auf einer sexuellen Vereinigung und nicht mehr auf Blutsverwandtschaft beruhende Familienbildung entstand.
Gleichrangig: Wie hält die Zweisamkeit das aus? (2015) setzt die Suche nach den Faktoren gelingender Partnerschaft fort. In Form einer Tafelrunde, angelehnt an Platons Gastmahl, gehen je drei Männer und Frauen die aktuellen Fragen zur Gleichrangigkeit durch: männlicher und weiblicher Führungsstil, Wettbewerbsverhalten, Sex, Bindung.

## Ausgewählte Veröffentlichungen

### Monografien
- Kaufmann und Schamane: Ermutigung zur Freiheit und ihrer Last. Stuttgart; Herford: Seewald, 1985, ISBN 3-512-00690-6
- Die Ehe: Seitensprung der Geschichte. Frankfurt am Main: Dielmann, 2004, ISBN 3-933974-48-8.
- Gleichrangig: Wie hält die Zweisamkeit das aus? Frankfurt am Main: Wagner, 2015, ISBN 978-3-95630-253-4

### Aufsätze und Kleinschriften
- Politisches Ethos im kritischen Rationalismus, in: Sonde, 4/1973, S. 32–48.
- Kinderlos und ohne Rente, in: Rheinischer Merkur, 31. Juli 1987.
- Die Kunst der lebenslangen Liebe, in: Mut, Oktober 1987.
- Frauenquote, in: Die politische Meinung, Februar 1996.
- Ist die Ehe noch zeitgemäß? Berlin: Technische Universität Berlin (Reihe Sozialwissenschaften 33), 2005, 35 S.
- Weibliche Würde und weibliche Ehre in patriarchalen und demokratischen Gesellschaften, in: Siggelkow, Ingeborg (Hrsg.), 2006: Werte und Weltbilder, Frankfurt am Main u. a.: Verlag Peter Lang, S. 105–120 (Reihe Kulturwissenschaften 3). ISBN 978-3-631-55695-5.
- Die bürgerliche Liebesehe, in: Siggelkow, Ingeborg (Hrsg.), 2006: Werte und Weltbilder, Frankfurt am Main u. a.: Verlag Peter Lang, S. 17–24 (Reihe Kulturwissenschaften 3). ISBN 978-3-631-55695-5.
- Wollen Männer Kinder?, in: Mut, Forum für Kultur, Politik und Geschichte, November 2007.
- Bange Berührung – Zeugungsstreik: Mehr Männer als Frauen sagen Nein zu Nachwuchs, in: Rheinischer Merkur 12/2008.
- Ius primae noctis – der Herr will Herrschaft, in: Rheinischer Merkur, 24. Dezember 2008.
- Das Gehirn, seine Gefühle und der Wertewandel, in: Siggelkow, Ingeborg (Hrsg.), 2008: Symbole und Werte, Frankfurt am Main u. a.: Verlag Peter Lang, S. 41–55 (Reihe Kulturwissenschaften 4) ISBN 978-3-631-57206-1.
- Aspekte einer Kulturgeschichte des Rausches, in: Siggelkow, Ingeborg (Hrsg.), 2009: Wertorientierungen im Wandel, Berlin: Technische Universität Berlin, Universitätsverlag, S. 201–213 (Reihe Soziale Regeln 5) ISBN 978-3-7983-2113-7.